# Oldemburgo (Texas)
Coordenadas: 29° 58′ 36″ N, 96° 45′ 54″ O
Oldenburg é um assentamento não incorporado do Condado de Fayette, no nordeste do Texas, Estados Unidos.
A comunidade foi nomeada em alusão ao Ducado de Oldemburgo, na Alemanha.